# 1572

## Събития
- Вартоломеева нощ – 3000 хугеноти са убити в Париж и 20 000 в течение на една седмица в цяла Франция
- Португалският поет Луиш де Камойнш публикува най-значимото си произведение, поемата „Лузитани“[1]
- Херцогство Саксония-Гота е разделено на Саксония-Кобург и Саксония-Айзенах.
- Започва изграждането на конкатедралата Свети Йоан Кръстител във Валета, по поръчка на великия магистър на малтийския орден Жан дьо ла Касиер.

## Родени
- Джон Дън, Английски поет
- Йоанис Котуниос, гръцки учен

## Починали
- 24 август – Гаспар дьо Колини, френски държавен деец